# IP Multimedia Subsystem
IP Multimedia Subsystem (IMS) – ramowa architektura opracowana przez 3GPP. Umożliwia zintegrowane przesyłanie danych i głosu w sieciach IP. Architektura IMS oparta jest na protokołach SIP, Diameter i H.248. Obecnie, w ETSI TISPAN, trwają prace nad adaptacją architektury IMS do sieci o dostępie stacjonarnym.
Celem IMS jest ułatwienie dostępu do usług przesyłu głosu z urządzeń przewodowych i bezprzewodowych, aby wytworzyć konwergencję sieci przewodowej i bezprzewodowej (FMC). Udaje się to osiągnąć poprzez zastosowanie „poziomej” warstwy kontroli, która oddziela sieć dostępową od warstwy usług. Z punktu widzenia architektury, nie ma konieczności aby poszczególne usługi realizowały swoje własne funkcje kontrolne, skoro funkcjonuje wspólna horyzontalna warstwa kontroli. Pomimo takich założeń, w praktyce nie zawsze przekłada się to na zmniejszenie złożoności aplikacji, a tym samym kosztów.
Istnieją różne, alternatywne (częściowo realizujące te same funkcjonalności) technologie, mające zapewnić dostęp do usług sieciowych w sieciach bezprzewodowych i przewodowych. Najczęściej są to połączenia Generic Access Network, soft switches i standardowego protokołu SIP.
W miarę jak coraz łatwiej uzyskać komunikację poza systemami przewodowymi i bezprzewodowymi należącymi do tradycyjnych operatorów, sens istnienia IMS jest podawany w wątpliwość. Przykładem wykorzystania IMS do stworzenia globalnego standardu jest MMTel.

## Historia
- Początkowo standard IMS był zdefiniowany przez komisję o nazwie 3G.IP, utworzoną w 1999. 3G.IP opracowało ostateczną architekturę IMS, która została włączona do 3rd Generation Partnership Project (3GPP) jako część realizacji zadań standaryzacyjnych realizowanych dla systemów telefonicznych 3G w sieciach UMTS. Po raz pierwszy pojawił się w wydaniu 5(evolution from 2G to 3G networks), kiedy to dodano obsługę multimediów na bazie protokołu SIP. Zapewniono także wsparcie dla starszych systemów: GSM i GPRS[2].
- 3GPP2 (inna organizacja niż 3GPP) oparła swój CDMA2000 Multimedia Domain (MMD) na IMS zaczerpniętym od 3GPP, rozszerzonym o wsparcie dla CDMA2000.
- 3GPP w wydaniu 6 dodało wsparcie dla współpracy z WLAN, inter-operacyjność pomiędzy systemami IMS pracującymi w różnych sieciach IP, funkcjonalność „routing group identities”, funkcjonalność „multiple registration and forking”, funkcjonalność „presence”, rozpoznawanie mowy i usługi sterowane głosem (Push to talk).
- 3GPP w wydaniu 7 dodało wsparcie dla sieci telefonicznej przewodowej, dzięki współpracy z „TISPAN release R1.1". Funkcje AGCF(access gateway control function) oraz funkcję PES (PSTN emulation service) wprowadzono celem zachowania kompatybilności z usługami jakie mogą być dostarczone przez sieć PSTN. AGCF działa na zasadzie mostu łączącego sieci IMS z sieciami Megaco/H.248. Sieci Megaco/H.248 oferują możliwość podłączania terminali przeznaczonych dla starszych sieci spadkowych do sieci nowej generacji opartych na IP. AGCF działa, z punktu widzenia IMS-a, jak SIP User Agent i pełnią rolę P-CSCF. Funkcjonalność SIP User agent jest częścią AGCF i nie jest realizowana przez urządzenie klienckie, ale przez samą sieć. Dodano także ciągłość połączeń głosowych pomiędzy sieciami z komutacją obwodów i sieciami z komutacją pakietów (VCC). Dodano funkcję przewodowych połączeń szerokopasmowych z IMS-em, możliwość współpracy z sieciami opartymi na innych niż IMS standardach oraz plany i funkcje rozliczeniowe (PCC), a także połączenia alarmowe.
- 3GPP w wydaniu 8 dodało wsparcie dla LTE/SAE, ciągłość sesji multimedialnych i alarmowych oraz scentralizowane usugi IMS.
- 3GPP w wydaniu 9 dodało wsparcie dla połączeń alarmowych IMS za pośrednictwem GPRS and EPS. Wprowadzono ulepszenia do multimedia telephony oraz centralizacji i ciągłości usług. Wprowadzono też „IMS media plane security”
- 3GPP w wydaniu 10 wprowadziło wsparcie dla transferu pomiędzy urządzeniami, ulepszenia do „single radio voice call continuity (SRVCC)” oraz ulepszenia do sesji alarmowych IMS
- 3GPP w wydaniu 11 wprowadziło usługę symulacji USSD. Do IMS-a dodano także, dostarczane za pośrednictwem sieci, informacje o lokalizacji, dostarczanie SMS bez MSISDN oraz mechanizmy kontroli przeciążenia.

## Architektura

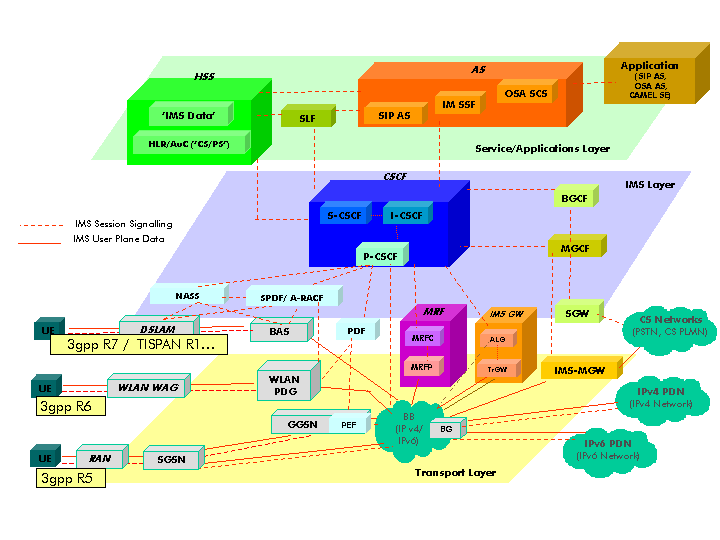
Przegląd architektury 3GPP /TISPAN IMS

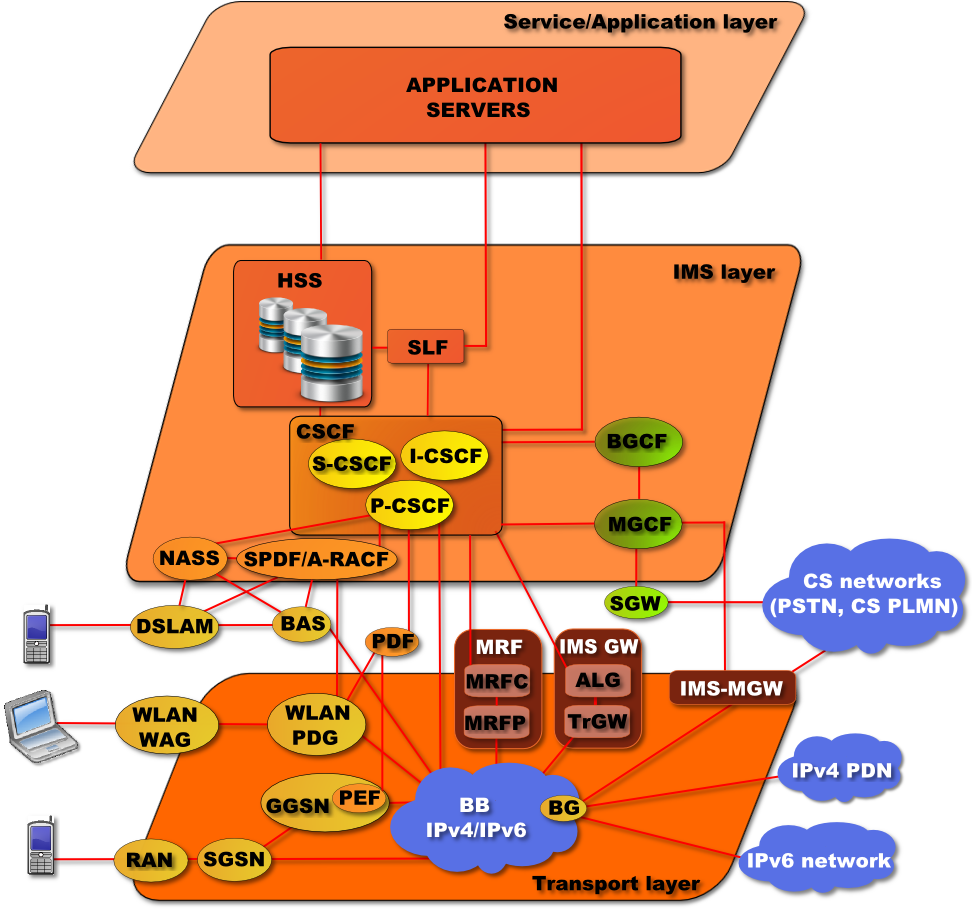
3GPP/Przegląd architektury 3GPP /TISPAN IMS – HSS w warstwie IMS (zgodnie ze standardem)

Każda z funkcji zaznaczonych na diagramie zostanie wyjaśniona poniżej.
Główny podsystem IP multimedia stanowi zbiór funkcji, które w połączeniu stanowią jedną sieć zarządzającą IMS. Pojedynczej funkcji wyszczególnionej na schemacie nie należy utożsamiać z oddzielnym urządzeniem fizycznym. Wykonując implementację standardu można połączyć kilka funkcji w ramach jednego urządzenia, a także rozłożyć realizację danej funkcji na kilka urządzeń. Każda jednostka (sprzętowa) realizująca daną funkcjonalność może być powielana w ramach jednej sieci w celu równoważenia obciążenia, organizacji systemu według wymiarów lub rozwiązania kwestii organizacyjnych.